# Ptolemeusz XII Neos Dionizos
Ptolemeusz XII Neos Dionizos (gr. basileus Ptolemaios XII Theos Philopator II Theos Philadelphos II Theos Neos Dionysos, pol. król Ptolemeusz Bóg Miłujący Ojca Bóg Miłujący Siostrę Bóg Młody Dionizos, egip. Ptulmis Anchdżetmeriptahaaset, Juaenpaneczernetinechem Setepenptah Irimaatenre Sechemanchamon, ur. ok. 112 p.n.e. (?), zm. 51 p.n.e.) – w latach 80—57 p.n.e. i 55—51 p.n.e. władca Egiptu z dynastii Ptolemeuszów (nieoficjalnie zwany Auletes (flecista) z powodu zamiłowania do gry na flecie – aulosie) 

## Życiorys

### Rodzina
Nieślubny syn Ptolemeusza IX Sotera II; według niektórych źródeł jego matką była Kleopatra IV albo Kleopatra Selene. 
Mąż Kleopatry V Tryfajny II (prawdopodobnie jego kuzynka lub siostra), z którą miał najprawdopodobniej córki Kleopatrę VI Tryfajnę III, Berenikę IV oraz zapewne Kleopatrę VII. Trójkę dzieci – Ptolemeusza XIII, Ptolemeusza XIV i Arsinoe IV – miał prawdopodobnie z drugą żoną nieznanego imienia, najpewniej wywodzącą się ze sfer kapłańskich. Dokładne ustalenie genealogii ostatnich Ptolemeuszy jest niemożliwe; przykładowo niektórzy badacze uznają Kleopatrę V i Kleopatrę VI za tę samą osobę. Pojawiły się też głosy badaczy przypuszczających, że wszystkie znane dzieci Ptolemeusza XII pochodziły ze związku z Kleopatrą V. Podobne trudności wiążą się z ustaleniem daty narodzin Ptolemeusza XII; Ch. Bennett zaproponował w tym kontekście datę 117 p.n.e. jako najbardziej prawdopodobną. 

### Młodość i pierwsze rządy (80-57 p.n.e.)
Wysłany (być może ok. 103 p.n.e.) przez babkę Kleopatrę III, wraz z bratem (także imieniem Ptolemeusz) oraz z innym krewnym, późniejszym królem Ptolemeuszem XI, na wyspę Kos, pobierał nauki u kapłanów-lekarzy ze świątyni Asklepiosa. Po opanowaniu wyspy (88 p.n.e.) przez króla Pontu Mitrydatesa VI Eupatora, wpadł w jego ręce, a następnie przebywał na jego dworze. Później, zgodnie z relacją Cycerona, przebywał w Syrii, przez niektórych badaczy interpretowanej jako Pont. Po śmierci Kleopatry Berenike III i Ptolemeusza XI na zaproszenie mieszkańców Aleksandrii przybył do Egiptu i objął tron (równocześnie jego brata osadzono na tronie w Cyprze). W 79 r. poślubił Kleopatrę V Tryfajnę. Oficjalna koronacja na króla Egiptu nastąpiła w marcu 76 p.n.e., w Aleksandrii.
Władzę nad krajem sprawował dzięki poparciu Rzymu, uzyskanemu drogą łapówek dla czołowych polityków i darowizn pieniężnych dla państwa rzymskiego. W 75 lub 74 p.n.e. Rzymianie przejęli kontrolę nad sąsiadującą z państwem Ptolemeusza od zachodu Cyrenajką (w oparciu o testament Ptolemeusza Apiona), a w 64-63 p.n.e. nad Syrią i Judeą. Ptolemeusz zresztą wspierał Rzym w tej drugiej, prowadzonej przez Pompejusza, kampanii, dostarczając kontyngentów wojska (ponad 8000 ludzi) i żywności. Pomimo wyraźnie prorzymskiej polityki Ptolemeusza, w Senacie ok. 65. p.n.e. proponowano dokonać aneksji Egiptu. Głównym stronnikiem takiego rozwiązania był Marek Licyniusz Krassus. Pomysłowi temu, ostatecznie zarzuconemu, sprzeciwiali się Cyceron i Kwintus Katullus. W 59 p.n.e. na wniosek Cezara (rzekomo przekupionego 6 tys. talentów egipskiej łapówki) Senat oficjalnie uznał Ptolemeusza za króla Egiptu i sprzymierzeńca Rzymu.

### Wygnanie
Polityka uległości w stosunku do Rzymu (m.in. podczas aneksji Cypru w 58-56 p.n.e., który od 80 p.n.e. był niezależny od Egiptu) i duże darowizny obciążające budżet królewski i barki poddanych doprowadziły do wybuchu niezadowolenia społecznego. Ptolemeusz musiał opuścić Aleksandrię i udał się na wygnanie, początkowo na wyspę Rodos (gdzie doznać miał upokorzenia ze strony Katona), a następnie do Rzymu. Tam został przyjęty przez Pompejusza, który oddał mu na własność willę nad Albano. Wkrótce zmarła jego pierwsza żona Kleopatra Tryfajna.
Od 58 p.n.e. Egiptem rządziła córka Ptolemeusza, Berenike IV, najpierw ze wspomnianą Kleopatrą Tryfajną (lub siostrą tego samego imienia; ustalenie faktów biograficznych na temat tych dwu postaci nastręcza trudności), a po jej prawdopodobnej śmierci ok. 57 p.n.e. z mężem Archelaosem (wcześniej przez kilkanaście dni współrządził z Bereniką Seleukos VII). Wysłała ona do Rzymu liczące ok. 100 osób poselstwo, chcąc uzyskać legitymację swojej władzy, na skutek starań Ptolemeusza misja ta nie doszła do skutku.
Ptolemeusz, który później przebywał w świątyni Artemidy w Efezie w Azji Mniejszej, zabiegał w dalszym ciągu o poparcie w odzyskaniu tronu, co zakończyło się interwencją w 55 p.n.e. Armia pod dowództwem prokonsula Syrii, bliskiego Pompejuszowi Aulusa Gabiniusza (któremu Ptolemeusz przekazał bądź, co bardziej prawdopodobne, przyobiecał 10 000 talentów łapówki) i m.in. Marka Antoniusza (służącego jako praefectus equitum) wbrew rzymskiemu prawu ruszyła na Egipt, pokonała Archelaosa, który zginął w walce niedaleko Peluzjum (lub, jak twierdzi Strabon, został stracony na rozkaz Ptolemeusza), i zdobyła kraj. Ptolemeusz objął ponownie tron w kwietniu 55 p.n.e. Niewykluczone, że interwencja odbyła się za zgodą lub nawet rozkazem Pompejusza.

### Drugie rządy (55-51 p.n.e.)
Pierwszym krokiem w drugim okresie sprawowania władzy było zamordowanie rządzącej dotychczas córki Bereniki IV i jej zwolenników. Drugą osobą w państwie stał się zausznik i wierzyciel faraona, rzymski bankier Gajusz Rabiriusz Postumus, mianowany ministrem finansów. Postumus wykorzystał swoją pozycję do bezwzględnego drenażu finansowego Egiptu i licznych nadużyć. Po roku, w obliczu groźby rebelii, Ptolemeusz musiał usunąć rzymskiego bankiera ze stanowiska i uwięzić go; później dopomógł mu w opuszczeniu Egiptu. Kiedy Gabiniusz i Postumus opuścili Egipt, Ptolemeusz zyskał sporą niezależność, pozwalając sobie nawet na rezygnację ze spłacania zadłużeń wobec Rzymu. Mimo to kondycja finansowa jego państwa pozostawała w bardzo złym stanie. Od 52 p.n.e. rządził wspólnie z dziećmi Ptolemeuszem XIII i Kleopatrą VII, wyznaczając ich na swoich następców. Zmarł na początku 51 p.n.e., zobowiązując w testamencie Rzym do patronatu nad dynastią.
Ufundował świątynię bogini Hathor w Denderze.